# Webb and Knapp
Pour les articles homonymes, voir Webb et Knapp.
Webb and Knapp, basée à New York, fut une importante entreprise internationale de développement immobilier au milieu du XXe siècle.
Elle fut fondée en 1922 par Robert C. Knapp et William Seward Webb (en), ainsi qu'Eliot Cross, un architecte reconnu qui formait avec son frère John Walter Cross la firme d’architectes Cross & Cross (en) (1907-1942).
William Zeckendorf se joignit à la firme en 1938 et en prit le contrôle en 1949. Sous sa tutelle, la firme prit une extraordinaire expansion pour devenir la plus importante firme de promotion immobilière de l'histoire américaine. Cependant, après d'importantes pertes à partir de 1962 dues à un endettement excessif, Zeckendorf dut démissionner au milieu de 1963 et l'entreprise fit faillite en 1965.
Sous les auspices de Zeckendorf, l’entreprise a développé, entre autres projets :
- Century City à Los Angeles ;
- The Mile High Center à Denver ;
- L'Enfant Plaza à Washington ;
- Place Ville Marie à Montréal ;
- Flemingdon Park (en) à Toronto (en partie).